# 1337
1337 је била проста година.

## Смрти
- Википедија:Непознат датум — Ђото ди Бондоне - италијански сликар.